# Bernarda Seitz
María Bernarda Seitz (* 19. Juni 1927 in General Acha; † 16. Juni 2014 in Quilmes), geboren als Florentina Seitz, auch bekannt als Hermana Bernarda, war eine argentinische Ordensschwester, Sachbuchautorin und Moderatorin im argentinischen Fernsehen.

## Leben und Wirken
Seitz stammte aus einer wolgadeutschen Familie, die nach Argentinien ausgewandert war. Dort lebte die Familie in den Provinzen La Pampa und Córdoba.
Sie trat am 20. Februar 1944 in die Kongregation vom Heiligen Kreuz ein und nahm den Ordensnamen María Bernarda an. Zeitweise arbeitete sie als Hauswirtschaftslehrerin. In den Jahren 1986 und 1987 lebte Seitz in Deutschland und in der Schweiz, um ihre Wurzeln kennenzulernen und ihre Kochkünste zu perfektionieren.
Von 2002 an trat Seitz auf Anregung einer Kursteilnehmerin zunächst mehrere Jahre lang unter Elgourmet.com mit der Kochsendung Dulces Tentaciones („Süße Versuchungen“) auf, gefolgt von Saladas Tentaciones („Salzige Versuchungen“). Dieses Format wurde später von América 2 übernommen. In den Sendungen, die in der Klosterküche aufgezeichnet wurden, verband sie praktische Rezepte und Anleitungen mit der Vermittlung von philosophischen und Glaubensfragen. Zudem wurde sie in verschiedene Sendungen eingeladen. Gleichzeitig gelangten ihre Bücher auf die argentinischen Bestsellerlisten.
Bernarda Seitz starb an den Folgen eines Schlaganfalls.

## Bücher (Auswahl)
- Cien recetas: Hna. Bernarda. Buenos Aires 2003.
- La cocina de la hermana Bernarda. Buenos Aires 2006.
- Cocina y meditación. 100 Recetas de la Hermana Bernarda. Buenos Aires 2006.